# Jean Barbier d’Aucour
Jean Barbier d’Aucour (* 1. September 1641 in Langres; † 13. September 1694 in Paris) war ein französischer Schriftsteller und Mitglied der Académie française.

## Leben und Werk
Jean Barbier d’Aucour, der unvermögend war, verließ Langres mit 14 Jahren, besuchte das Gymnasium in Dijon und studierte Rechtswissenschaft in Paris. Namhafte Literarhistoriker halten ihn für den Verfasser des 1665 unter dem Pseudonym Sieur de Rochemont veröffentlichten kritischen Kommentars (Observations sur une comedie de Moliere, intitulée, Le festin de Pierre) zu Molières Stück Dom Juan ou le Festin de pierre. 1666 griff er in den Streit von Jean Racine mit Port-Royal ein, um die Jansenisten zu verteidigen. Bekannt wurde er 1671 durch seinen Verriss (auf 400 Seiten) des Buches Les entretiens d’Ariste et d’Eugène von Dominique Bouhours unter dem Titel Sentiments de Cléante sur les entretiens d’Ariste et d’Eugène, wohinter sich auch der Gegensatz zwischen dem Jansenisten Barbier d’Aucour und dem Jesuiten Bouhours verbarg. Nach diesem Meisterstück, in dem er Bouhours unter anderem des Plagiats überführte, wurde er von Jean-Baptiste Colbert als Erzieher seines vierten Sohnes Jean-Jules-Armand Colbert, Marquis de Blainville eingestellt. Colberts Protektion verhalf ihm 1683 zur Wahl in die Académie française (Sitz Nr. 33). Colberts Tod 1690 ruinierte ihn. Vier Jahre später starb er im Alter von 53 Jahren.
Er publizierte 1674 unter dem Pseudonym de Bonne-Foy eine Schrift gegen das Kommendewesen: Réflexions sur un livre intitulé Entretien d’un abbé commendataire & d’un religieux, sur les commandes. Mehrere seiner Werke wurden von der Glaubenskongregation auf den Index gesetzt.

## Werke (Auswahl)
- Lettre d’un advocat au parlement à un de ses amis touchant l’inquisition, qu’on veut établir en France à l’occasion de la nouvelle bulle du pape Alexandre VII. Paris, 1657. (indiziert 1657)
- Onguant pour la brûlure, ou le secret pour empescher les Jésuites de brûler les livres. Paris, 1664. (indiziert 1695)